# Coelophoris lakato
Coelophoris lakato är en fjärilsart som beskrevs av Pierre E.L. Viette 1965. Coelophoris lakato ingår i släktet Coelophoris och familjen nattflyn. Inga underarter finns listade i Catalogue of Life.